# إيما غاتريل
إيما غاتريل Emma Gatrill هي عازفة متعددة الآلات مقيمة في برايتون في المملكة المتحدة. وتعزف بشكل أساسي هارب وكلارينيت.
كان ألبومها الأول بعنوان الفصل الأول (2012)، يحتوي على مجموعة من أغاني الهارب برفقة موسيقيين آخرين من فرقة فيلكومن كوليكتيف Willkommen Collective. 